# Åtorpskogen
Åtorpskogen este o arie protejată (arie specială de conservare — SAC, sit de importanță comunitară — SCI) din Suedia întinsă pe o suprafață de 20,3 ha, integral pe uscat.

## Localizare
Centrul sitului Åtorpskogen este situat la coordonatele 59°04′28″N 16°33′32″E / 59.0745°N 16.5588°E.

## Înființare
Situl Åtorpskogen a fost declarat sit de importanță comunitară în decembrie 1998 pentru a proteja 1 specie de plante. Situl a fost protejat și ca arie specială de conservare în martie 2011.

## Biodiversitate
Situată în ecoregiunea boreală, aria protejată conține 2 habitate naturale: Păduri caducifoliate de mlaștină fino-scandinave, Taiga vestică.
La baza desemnării sitului se află o specie protejată de  plante: Buxbaumia viridis.